# Чемпионат СССР по водному поло 1966
XXVI чемпионат СССР по водному поло (XXIII чемпионат для клубных команд) проходил с 23 марта по 22 октября 1966 года. Победителем турнира стала команда ЦВСК ВМФ.

## Общая информация
В этом чемпионате в порядке эксперимента продолжительность матчей была увеличена с 20 до 28 минут, то есть игры состояли из четырёх периодов по 7 минут. За медали боролись 12 команд первой группы класса «А», которые провели двухкруговой турнир. Матчи принимали Саратов, Харьков, Батуми, Львов и Москва (бассейн ЦСКА).
За три тура до конца турнира свой третий подряд титул выиграли ватерполисты ЦВСК ВМФ. Впервые с 1955 года призёром чемпионата стало «Торпедо», по ходу сезона проигравшее лишь две игры (обе — чемпионам). Бронзовые медали завоевало тбилисское «Динамо», которое во втором круге одержало победы в 9 матчах из 11 и, догнав по очкам МГУ, опередило студентов по разнице забитых и пропущенных мячей.
Команды, занявшие 10—12-е места, выбыли во вторую группу класса «А». Столичные «Трудовые резервы» и подмосковный «Труд» были расформированы, а ленинградскому «Спартаку» в дальнейшем не удалось вернуться в сильнейший дивизион. Победителем соревнований во второй группе стал волгоградский «Спартак».

## Турнирная таблица
|                                     | 1       | 2        | 3       | 4       | 5       | 6       | 7       | 8       | 9       | 10      | 11      | 12       | И  | В  | Н | П  | М      | О  |
| ----------------------------------- | ------- | -------- | ------- | ------- | ------- | ------- | ------- | ------- | ------- | ------- | ------- | -------- | -- | -- | - | -- | ------ | -- |
| 1. ЦВСК ВМФ (Москва)                |         | 3:1 5:2  | 4:2 6:3 | 3:4 3:3 | 4:3 6:2 | 4:1 4:3 | 4:2 2:1 | 4:3 5:3 | +:- 5:3 | 6:3 5:2 | 5:3 5:1 | 6:4 5:1  | 22 | 20 | 1 | 1  | 94:50  | 41 |
| 2. «Торпедо» (Москва)               | 1:3 2:5 |          | 4:4 4:3 | 5:4 0:0 | 3:3 5:5 | 4:1 4:4 | 3:3 2:1 | 1:1 5:5 | 4:3 2:2 | 4:3 5:1 | 7:1 8:2 | 6:1 11:7 | 22 | 11 | 9 | 2  | 90:62  | 31 |
| 3. «Динамо» (Тбилиси)               | 2:4 3:6 | 4:4 3:4  |         | 5:3 5:4 | 5:4 7:0 | 1:2 3:2 | 4:5 3:1 | 5:6 6:4 | 4:2     | 4:3 5:3 | 4:4 6:4 | 6:4 8:7  | 22 | 14 | 2 | 6  | 97:78  | 30 |
| 4. МГУ (Москва)                     | 4:3 3:3 | 4:5 0:0  | 3:5 4:5 |         | 3:2 1:0 | 3:1 5:4 | 2:1 1:2 | 5:2 2:3 | 6:3 3:3 | 2:1 5:4 | 3:3 4:2 | 7:2 3:1  | 22 | 13 | 4 | 5  | 73:55  | 30 |
| 5. «Динамо» (Львов)                 | 3:4 2:6 | 3:3 5:5  | 4:5 0:7 | 2:3 0:1 |         | 3:2 2:4 | 4:4 2:2 | 6:5 5:4 | 7:2 6:6 | 4:2 6:5 | 6:0 6:3 | 6:4 7:5  | 22 | 10 | 5 | 7  | 89:82  | 25 |
| 6. «Динамо» (Москва)                | 1:4 3:4 | 1:4 4:4  | 2:1 2:3 | 1:3 4:5 | 2:3 4:2 |         | 3:3 4:4 | 4:2 4:3 | 3:1 2:0 | 3:4 3:3 | 5:2 8:2 | 3:2 4:1  | 22 | 10 | 4 | 8  | 70:60  | 24 |
| 7. «Динамо» (Киев)                  | 2:4 1:2 | 3:3 1:2  | 5:4 1:3 | 1:2 2:1 | 4:4 2:2 | 3:3 4:4 |         | 2:2     | 3:4 4:3 | 3:2     | 3:3 4:1 | 5:4 6:4  | 22 | 8  | 8 | 6  | 64:61  | 24 |
| 8. «Балтика» (Ленинград)            | 3:4 3:5 | 1:1 5:5  | 6:5 4:6 | 2:5 3:2 | 5:6 4:5 | 2:4 3:4 | 2:2     |         | 2:2 5:4 | 4:3 4:4 | 6:2 8:1 | 4:3 7:3  | 22 | 8  | 6 | 8  | 85:78  | 22 |
| 9. ККФ (Баку)                       | -:+ 3:5 | 3:4 2:2  | 2:4     | 3:6 3:3 | 2:7 6:6 | 1:3 0:2 | 4:3 3:4 | 2:2 4:5 |         | 5:5 4:3 | 7:4 1:2 | 3:6 6:4  | 22 | 4  | 5 | 13 | 66:84  | 13 |
| 10. «Трудовые резервы» (Москва)     | 3:6 2:5 | 3:4 1:5  | 3:4 3:5 | 1:2 4:5 | 2:4 5:6 | 4:3 3:3 | 2:3     | 3:4 4:4 | 5:5 3:4 |         | 2:2 3:3 | 4:3 3:3  | 22 | 2  | 6 | 14 | 65:86  | 10 |
| 11. «Спартак» (Ленинград)           | 3:5 1:5 | 1:7 2:8  | 4:4 4:6 | 3:3 2:4 | 0:6 3:6 | 2:5 2:8 | 3:3 1:4 | 2:6 1:8 | 4:7 2:1 | 2:2 3:3 |         | 3:3 4:5  | 22 | 1  | 6 | 14 | 52:109 | 8  |
| 12. «Труд» (Калининград Моск. обл.) | 4:6 1:5 | 1:6 7:11 | 4:6 7:8 | 2:7 1:3 | 4:6 5:7 | 2:3 1:4 | 4:5 4:6 | 3:4 3:7 | 6:3 4:6 | 3:4 3:3 | 3:3 5:4 |          | 22 | 2  | 2 | 18 | 77:117 | 6  |

## Матчи
Первый круг

Саратов
1-й тур. 23 марта
- «Динамо» К — «Труд» — 5:4
- «Динамо» Тб — ККФ — 4:2
- ЦВСК ВМФ — «Динамо» Лв — 4:3

2-й тур. 24 марта
- ЦВСК ВМФ — «Динамо» Тб — 4:2
- «Динамо» Лв — «Труд» — 6:4
- ККФ — «Динамо» К — 4:3

3-й тур. 25 марта
- ЦВСК ВМФ — «Динамо» К — 4:2
- «Труд» — ККФ — 6:3
- «Динамо» Тб — «Динамо» Лв — 5:4

4-й тур. 26 марта
- «Динамо» Лв — ККФ — 7:2
- «Динамо» К — «Динамо» Тб — 5:4
- ЦВСК ВМФ — «Труд» — 6:4

5-й тур. 27 марта
- «Динамо» Тб — «Труд» — 6:4
- «Динамо» К — «Динамо» Лв — 4:4
- ЦВСК ВМФ — ККФ — матч не состоялся

Москва
1-й тур. 24 марта
- МГУ — «Динамо» М — 3:1
- «Балтика» — «Спартак» — 6:2
- «Торпедо» — «Трудовые резервы» — 4:3

2-й тур. 25 марта
- «Балтика» — «Трудовые резервы» — 4:3
- «Торпедо» — «Динамо» М — 4:1
- МГУ — «Спартак» — 3:3

3-й тур. 26 марта
- «Динамо» М — «Спартак» — 5:2
- «Балтика» — «Торпедо» — 1:1
- МГУ — «Трудовые резервы» — 2:1

4-й тур. 27 марта
- МГУ — «Балтика» — 5:2
- «Трудовые резервы» — «Динамо» М — 4:3
- «Торпедо» — «Спартак» — 7:1

5-й тур. 28 марта
- «Динамо» М — «Балтика» — 4:2
- «Торпедо» — МГУ — 5:4
- «Трудовые резервы» — «Спартак» — 2:2

Харьков
6-й тур. 19 апреля
- «Динамо» Тб — «Спартак» — 4:4
- «Динамо» К — «Динамо» М — 3:3
- МГУ — «Труд» — 7:2
- ККФ — «Балтика» — 2:2
- ЦВСК ВМФ — «Торпедо» — 3:1
- «Динамо» Лв — «Трудовые резервы» — 4:2

7-й тур. 20 апреля
- «Спартак» — «Динамо» К — 3:3
- ЦВСК ВМФ — «Трудовые резервы» — 6:3
- «Торпедо» — «Динамо» Тб — 4:4
- «Динамо» Лв — «Балтика» — 6:5
- МГУ — ККФ — 6:3
- «Динамо» М — «Труд» — 3:2[3]

8-й тур. 21 апреля
- «Динамо» Тб — «Трудовые резервы» — 4:3
- «Динамо» К — «Торпедо» — 3:3
- ЦВСК ВМФ — «Балтика» — 4:3
- «Динамо» М — ККФ — 3:1
- МГУ — «Динамо» Лв — 3:2
- «Спартак» — «Труд» — 3:3

9-й тур. 23 апреля
- МГУ — ЦВСК ВМФ — 4:3
- «Динамо» Лв — «Динамо» М — 3:2
- ККФ — «Спартак» — 7:4
- «Торпедо» — «Труд» — 6:1
- «Динамо» К — «Трудовые резервы» — 3:2
- «Балтика» — «Динамо» Тб — 6:5

10-й тур. 24 апреля
- «Трудовые резервы» — «Труд» — 4:3
- «Торпедо» — ККФ — 4:3
- «Динамо» Тб — МГУ — 5:3
- «Динамо» К — «Балтика» — 2:2
- «Динамо» Лв — «Спартак» — 6:0
- ЦВСК ВМФ — «Динамо» М — 4:1

11-й тур. 25 апреля
- «Динамо» М — «Динамо» Тб — 2:1
- МГУ — «Динамо» К — 2:1
- «Балтика» — «Труд» — 4:3
- ЦВСК ВМФ — «Спартак» — 5:3
- ККФ — «Трудовые резервы» — 5:5
- «Торпедо» — «Динамо» Лв — 3:3

Второй круг

Батуми
12-й тур. 24 сентября
- ЦВСК ВМФ — ККФ — 5:3
- МГУ — «Трудовые резервы» — 5:4
- «Динамо» Тб — «Труд» — 8:7

13-й тур. 25 сентября
- «Динамо» Тб — МГУ — 5:4
- ККФ — «Труд» — 6:4
- ЦВСК ВМФ — «Трудовые резервы» — 5:2

14-й тур. 26 сентября
- ЦВСК ВМФ — «Динамо» Тб — 6:3
- ККФ — «Трудовые резервы» — 4:3
- МГУ — «Труд» — 3:1

15-й тур. 27 сентября
- ЦВСК ВМФ — МГУ — 3:3
- «Труд» — «Трудовые резервы» — 3:3
- «Динамо» Тб — ККФ — 4:2

16-й тур. 28 сентября
- МГУ — ККФ — 3:3
- ЦВСК ВМФ — «Труд» — 5:1
- «Динамо» Тб — «Трудовые резервы» — 5:3

Львов
12-й тур. 24 сентября
- «Торпедо» — «Динамо» К — 2:1
- «Динамо» М — «Динамо» Лв — 4:2
- «Балтика» — «Спартак» — 8:1

13-й тур. 25 сентября
- «Динамо» М — «Балтика» — 4:3
- «Торпедо» — «Спартак» — 8:2
- «Динамо» Лв — «Динамо» К — 2:2

14-й тур. 26 сентября
- «Балтика» — «Динамо» К — 2:2
- «Торпедо» — «Динамо» Лв — 5:5
- «Динамо» М — «Спартак» — 8:2

15-й тур. 27 сентября
- «Динамо» К — «Динамо» М — 4:4
- «Балтика» — «Торпедо» — 5:5
- «Динамо» Лв — «Спартак» — 6:3

16-й тур. 28 сентября
- «Динамо» М — «Торпедо» — 4:4
- «Динамо» К — «Спартак» — 4:1
- «Динамо» Лв — «Балтика» — 5:4

Москва
17-й тур. 16 октября
- «Динамо» Тб — «Спартак» — 6:4
- МГУ — «Динамо» Лв — 1:0
- ЦВСК ВМФ — «Торпедо» — 5:2
- «Динамо» К — ККФ — 4:3
- «Трудовые резервы» — «Динамо» М — 3:3
- «Балтика» — «Труд» — 7:3

18-й тур. 17 октября
- «Динамо» М — «Труд» — 4:1
- «Торпедо» — ККФ — 2:2
- ЦВСК ВМФ — «Динамо» Лв — 6:2
- «Динамо» Тб — «Балтика» — 6:4
- МГУ — «Спартак» — 4:2
- «Динамо» К — «Трудовые резервы» — 3:2

19-й тур. 18 октября
- «Балтика» — МГУ — 3:2
- ЦВСК ВМФ — «Спартак» — 5:1
- «Динамо» Тб — «Динамо» М — 3:2
- «Торпедо» — «Трудовые резервы» — 5:1
- «Динамо» К — «Труд» — 6:4
- ККФ — «Динамо» Лв — 6:6

20-й тур. 19 октября
- «Динамо» Тб — «Динамо» К — 3:1
- «Динамо» Лв — «Трудовые резервы» — 6:5
- «Торпедо» — «Труд» — 11:7
- «Спартак» — ККФ — 2:1
- ЦВСК ВМФ — «Балтика» — 5:3
- МГУ — «Динамо» М — 5:4

21-й тур. 21 октября
- «Трудовые резервы» — «Спартак» — 3:3
- «Динамо» Лв — «Труд» — 7:5
- «Балтика» — ККФ — 5:4
- «Динамо» К — МГУ — 2:1
- ЦВСК ВМФ — «Динамо» М — 4:3
- «Торпедо» — «Динамо» Тб — 4:3

22-й тур. 22 октября
- «Торпедо» — МГУ — 0:0
- ЦВСК ВМФ — «Динамо» К — 2:1
- «Динамо» М — ККФ — 2:0
- «Динамо» Тб — «Динамо» Лв — 7:0
- «Балтика» — «Трудовые резервы» — 4:4
- «Труд» — «Спартак» — 5:4

## Призёры
ЦВСК ВМФ: Виктор Агеев, Анатолий Акимов, Виктор Акимов, Вадим Гуляев, Александр Долгушин, Игорь Зингер, Зинур Исянов, Сурен Маркаров, Владимир Семёнов, Александр Шидловский, Анатолий Шуберт. Тренер — Борис Гойхман.
 «Торпедо»: Геннадий Борисов, Сергей Вахтин, Игорь Грабовский, Валерий Кружков, Витольд Крюков, Валерий Никитин, Валерий Пушкарёв, Валерий Хот. Тренер — Виталий Ушаков.
 «Динамо» (Тбилиси): Лери Гоголадзе, Муртаз Гуледани, Владимир Иселидзе, Борис Мегедь, Отар Миминошвили, Реваз Очигава, Василий Санадзе, Ираклий Схиртладзе, Джумбер Циклаури, Гиви Чикваная. Тренер — Нодар Гвахария.